# 桃陵公園
桃陵公園（とうりょうこうえん）は、香川県仲多度郡多度津町にある県立公園。

## 概要
多度津町市街地の西側にある本台山（多度津山）に位置している。中世、この地には西讃を統治していた香川氏の居城、本台山城（多度津城）が築かれていた。
1931年、御大典記念事業として多度津町の整備により善通寺第11師団の協力も得て完成。1947年、県立公園に管理換。
園内は1500本のソメイヨシノが植生する桜の名所であり、香川新50景及び香川のみどり百選に選定されている。毎年4月第1日曜日には「たどつさくらまつり」が開催され、多くの花見客が訪れる。一太郎やあい広場の展望台からは瀬戸内海の島々と多度津港周辺の市街地が広がる。
この他、130mのローラーすべり台などの遊具や、四季それぞれの童謡で時間を告げるメロディー時計「カリヨン」などがある。

## 園内・周辺の主な施設
- 一太郎やあい像
- 道隆寺（四国霊場第77番札所）
- 総本山少林寺本部
- 竹田敏彦文学碑

## アクセス

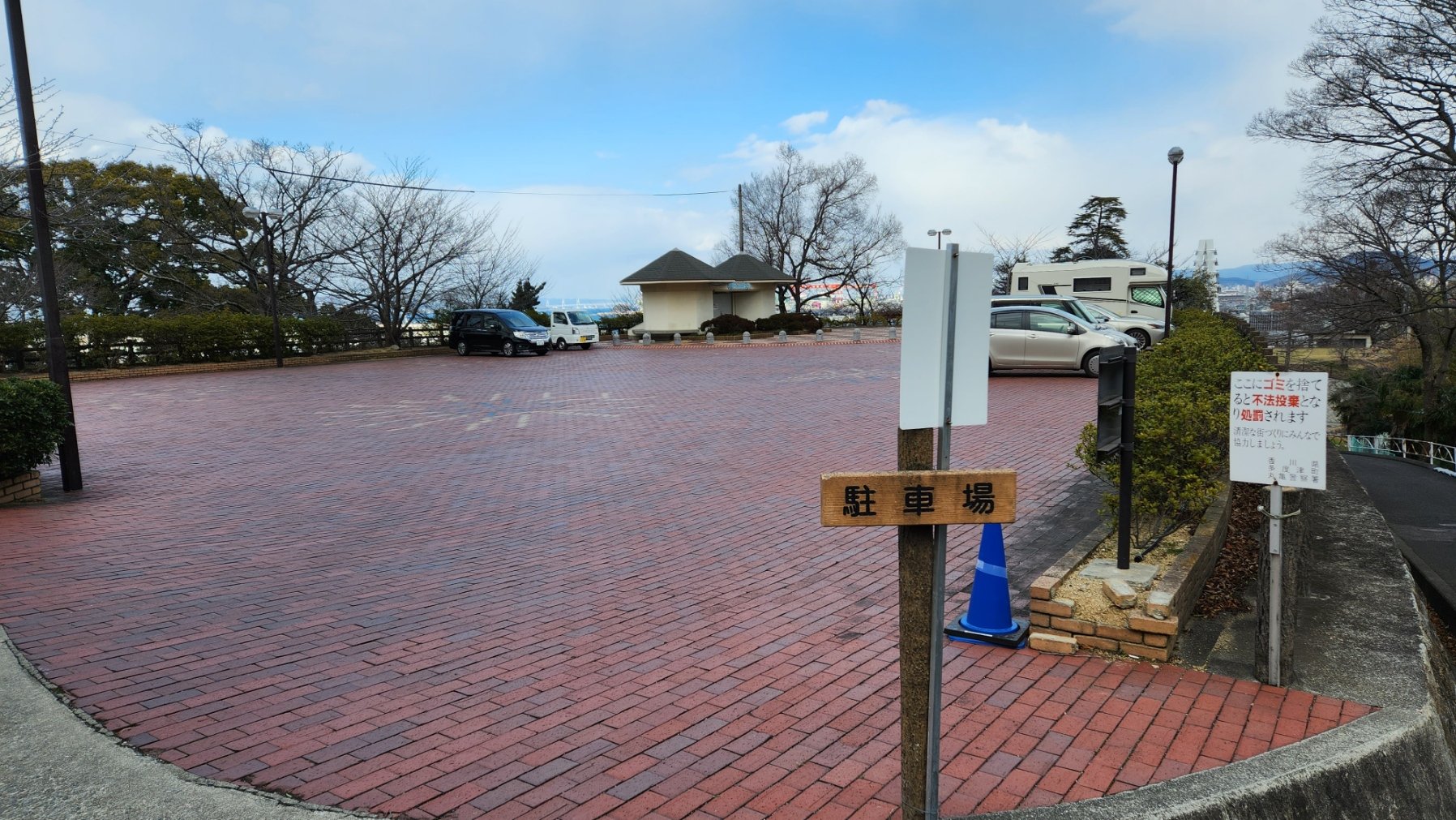
駐車場

- 高松自動車道善通寺ICから約15分
- 駐車場JR四国多度津駅から徒歩約15分